# Arhitektura u 1908.
◄◄ | ◄ | 1905. | 1906. | 1907. | 1908.  | 1909. | 1910. | 1911. | ► | ►►
Arhitektura • Astronomija • Biologija • Film • Fotografija • Glazba • Kazalište • Kemija • Kiparstvo • Knjige • Književnost • Kršćanstvo • Meteorologija • Medicina • Planinarstvo • Politika • Pravo • Promet • Slikarstvo • Strip • Šport • Televizija • Znanost • Zrakoplovstvo • Željeznički promet
Arhitektura u 1908.

## Hrvatska i u Hrvata

### Zgrade i druge građevine
- Započeta gradnja zgrade Velike realke u Splitu

## Vanjske poveznice
|  | Zajednički poslužitelj ima još gradiva o temi Arhitektura u 1900-im |